# ATP Challenger São Paulo (2001–2014)
Das ATP Challenger São Paulo (offizieller Name: Aberto de São Paulo) war ein von 2001 bis 2014 jährlich stattfindendes Tennisturnier in São Paulo. Es war Teil der ATP Challenger Tour und wurde im Freien auf Hartplatz ausgetragen. Mit Ricardo Mello im Einzel und André Sá im Doppel konnten zwei Lokalmatadoren das Turnier je viermal gewinnen und sind somit die erfolgreichsten Spieler des Turniers.

## Liste der Sieger

### Einzel
| Jahr | Sieger             | Finalgegner              | Ergebnis        |
| ---- | ------------------ | ------------------------ | --------------- |
| 2014 | João Souza         | Alejandro González       | 6:4, 6:4        |
| 2013 | Horacio Zeballos   | Rogério Dutra da Silva   | 7:65, 6:2       |
| 2012 | Thiago Alves (2)   | Gastão Elias             | 7:65, 7:61      |
| 2011 | Ricardo Mello (4)  | Rafael Camilo            | 6:2, 6:1        |
| 2010 | Ricardo Mello (3)  | Eduardo Schwank          | 6:3, 6:1        |
| 2009 | Ricardo Mello (2)  | Paul Capdeville          | 6:2, 6:4        |
| 2008 | Thiago Alves (1)   | Carlos Berlocq           | 6:4, 3:6, 7:5   |
| 2007 | Guillermo Cañas    | Diego Hartfield          | 6:3, 6:4        |
| 2006 | Flávio Saretta (3) | Thiago Alves             | 7:6, 6:3        |
| 2005 | Ricardo Mello (1)  | Giovanni Lapentti        | 4:6, 6:2, 7:6   |
| 2004 | Juan Mónaco        | Adrián García            | 6:4, 7:6        |
| 2003 | Flávio Saretta (2) | Andrés Dellatorre        | 7:6, 6:3        |
| 2002 | Frédéric Niemeyer  | Martín Vassallo Argüello | 7:6, 0:1 aufgg. |
| 2001 | Flávio Saretta (1) | Guillermo Coria          | 7:6, 6:2        |

### Doppel
| Jahr | Sieger                             | Finalgegner                        | Ergebnis          |
| ---- | ---------------------------------- | ---------------------------------- | ----------------- |
| 2014 | Gero Kretschmer Alexander Satschko | Nicolás Barrientos Víctor Estrella | 4:6, 7:5, [10:6]  |
| 2013 | Jamie Cerretani Adil Shamasdin     | Federico Delbonis Renzo Olivo      | 6:75, 6:1, [11:9] |
| 2012 | Fernando Romboli Júlio Silva       | Jozef Kovalík José Pereira         | 7:5, 6:2          |
| 2011 | Franco Ferreiro André Sá (4)       | Santiago González Horacio Zeballos | 7:5, 7:612        |
| 2010 | Brian Dabul Sebastián Prieto       | Tomasz Bednarek Mateusz Kowalczyk  | 6:3, 6:3          |
| 2009 | Carlos Berlocq Leonardo Mayer      | Mariano Hood Horacio Zeballos      | 7:6, 6:3          |
| 2008 | Jamie Delgado Bruno Soares (2)     | Brian Dabul Horacio Zeballos       | 6:1, 6:3          |
| 2007 | Pablo Cuevas Adrián García         | Marcelo Melo Alexandre Simoni      | 6:4, 6:2          |
| 2006 | Thiago Alves Flávio Saretta        | Lucas Engel André Ghem             | 7:6, 6:3          |
| 2005 | André Sá (3) Bruno Soares (1)      | Tomas Behrend Marcos Daniel        | 6:2, 6:2          |
| 2004 | Ramón Delgado André Sá (2)         | Franco Ferreiro Marcelo Melo       | 7:5, 7:65         |
| 2003 | Federico Browne Rogier Wassen      | Ignacio Hirigoyen Andy Ram         | 7:6, 7:6          |
| 2002 | Brandon Coupe Frédéric Niemeyer    | Federico Browne Luis Horna         | 6:7, 7:6, 6:4     |
| 2001 | Noam Okun André Sá (1)             | Cédric Kauffmann Flávio Saretta    | 6:4, 1:6, 6:4     |